# J.Thimmasandra, Srinivaspur
J.Thimmasandra là một làng thuộc tehsil Srinivaspur, huyện Kolar, bang Karnataka, Ấn Độ.